# Maisoncelles-sur-Ajon
Maisoncelles-sur-Ajon – miejscowość i gmina we Francji, w regionie Normandia, w departamencie Calvados.
Według danych na rok 1990 gminę zamieszkiwało 169 osób, a gęstość zaludnienia wynosiła 40 osób/km² (wśród 1815 gmin Dolnej Normandii Maisoncelles-sur-Ajon plasuje się na 717. miejscu pod względem liczby ludności, natomiast pod względem powierzchni na miejscu 947.).